# Droga na Golgotę (fresk Giotta)
Droga na Golgotę – fresk autorstwa Giotto di Bondone namalowany ok. 1305 roku dla kaplicy Scrovegnich w Padwie.
Jeden z 40 fresków namalowanych przez Giotta w kaplicy Scrovegnich należący do cyklu scen przedstawiających życie Joachima i Anny, rodziców Marii oraz Chrystusa.
Temat drogi krzyżowej został zaczerpnięty z Nowego Testamentu. Fresk jest w złej kondycji, kolory wyblakły ale twarze postaci zachowały się w dobrym stanie. Scena rozgrywa się przed bramą Jerozolimską, tę samą którą przedstawiono we fresku Wjazd do Jerozolimy. Jezus niesie krzyż a za nim idzie tłum wśród których można rozpoznać sylwetkę Kajfasza z fresku pt. Chrystus przed Kajfaszem w czerwonym płaszczu. Za mężczyznami idzie tłum lamentujących kobiet w wśród nich Maria, matka Chrystusa.